# サンタ・マリーア・デル・チェドロ
サンタ・マリーア・デル・チェドロ（イタリア語: Santa Maria del Cedro）は、イタリア共和国カラブリア州コゼンツァ県にある、人口約5,000人の基礎自治体（コムーネ）。

## 地理

### 位置・広がり

#### 隣接コムーネ
隣接するコムーネは以下の通り。
- グリゾリーア
- オルソマルソ
- スカレーア
- ヴェルビカーロ

## 行政

### 分離集落
サンタ・マリーア・デル・チェドロには、以下の分離集落（フラツィオーネ）がある。
- Marcellina, Marina di Santa Maria del Cedro, Pastina